# سرمیل
سرمیل، روستایی است از توابع بخش مرکزی شهرستان دالاهو استان کرمانشاه ایران.که در حال حاضر تعدادی از اهالی این روستا در شهر نهاوند روستای ده حیدر ساکن هستند. که آنها را سرومیلی یا سرمیلی می‌نامند.

## جمعیت
این روستا در دهستان حومه کرند قرار داشته و بر اساس سرشماری سال ۱۳۸۵ جمعیت آن (۲۳خانوار) ۱۰۴نفر بوده‌است.

## تپه گرگ حیدر (دیور)
تپه گرگ حیدر (دیور) در مجاور این روستا قرار گرفته است

## منبع
1. ↑  درگاه ملی آمار